# 实时动态技术
实时动态技术（英語：Real Time Kinematic，RTK）是实时动态载波相位差分技术的简称，是一种通过基准站和流动站的同步观测，利用载波相位观测值实现快速高精度定位功能的差分测量技术。
RTK系统由1个基准站、若干个流动站及无线电通讯系统组成。作业时，在已知高等级点上安置1台接收机作为基准站，对GPS卫星进行连续观测，并将观测数据和测站信息通过无线电传输设备实时地发送给流动站，流动站接收机在接收GPS卫星信号和采集卫星数据的同时，通过无线接收设备接收来自基准站的数据链，并在系统内对采集和接收的2组数据进行载波相位差分处理，实时解算出流动站的三维坐标及其精度。使用RTK技术利用基准站和流动站之间观测误差的空间相关性，通过差分的方式除去流动站观测数据的大部分误差，从而实现高精度定位。